# Trosly-Breuil
Trosly-Breuil é uma comuna francesa na região administrativa de Altos da França, no departamento de Oise. Estende-se por uma área de 10,98 km². Em 2010 a comuna tinha 2 126 habitantes (densidade: 193,6 hab./km²).